# Kloster Marienborn (Eifel)

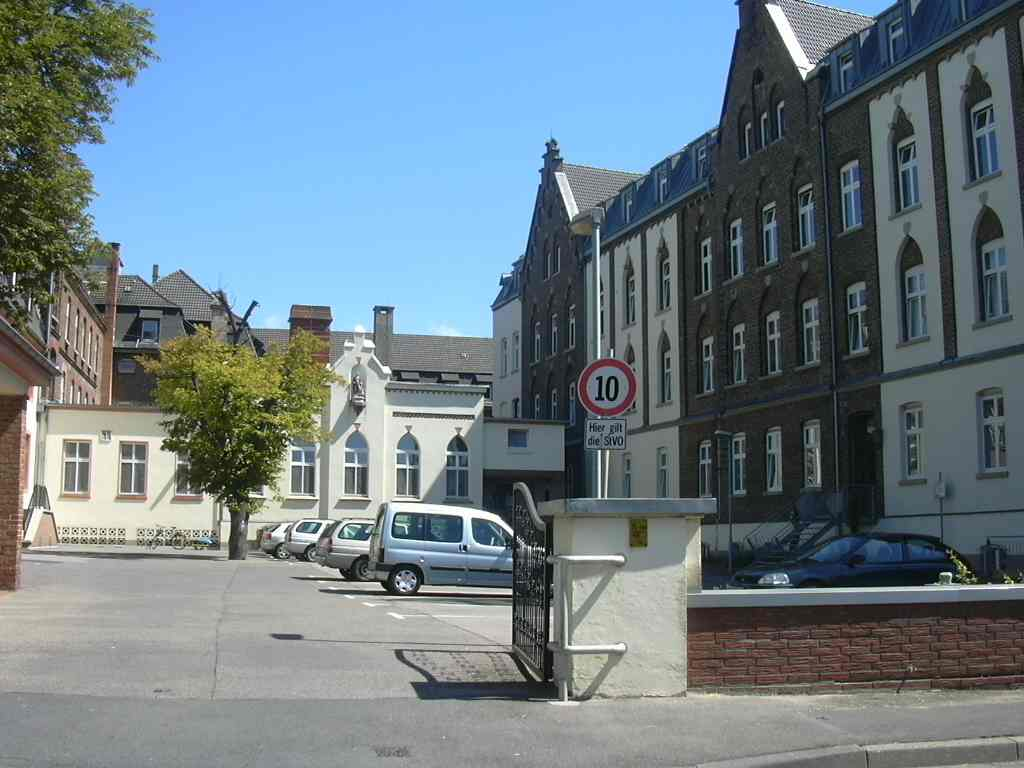
Innenhof der Fachklinik für Psychiatrie und Psychotherapie im ehemaligen Kloster Marienborn

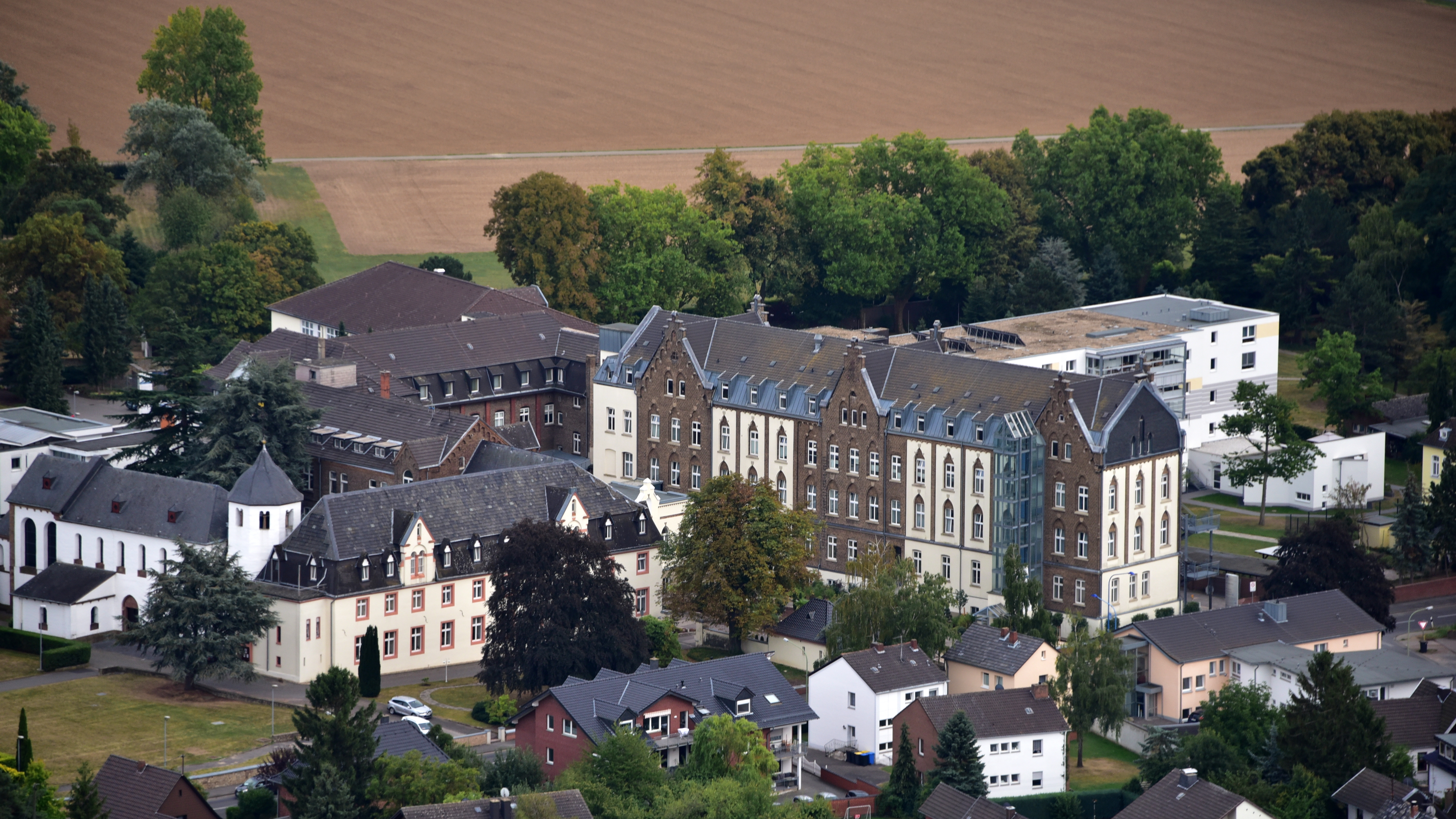
Kloster Marienborn (Eifel), Luftaufnahme (2016)

Kloster Marienborn (lat. Fons beatae Mariae) in Zülpich-Hoven ist eine ehemalige Zisterzienserinnenabtei am Rande der Eifel. Es wurde im Jahre 1188 durch Zisterzienserinnen aus dem Kloster Sankt Thomas an der Kyll gegründet. Zu den vornehmsten Klosterbewohnern zählt der Hl. Hermann Joseph von Steinfeld, der hier kurze Zeit lebte und im Jahre 1246 verstarb. Die heute noch existierende Klosterkirche beherbergt die "Hovener Madonna", eine der bedeutendsten romanischen Skulpturen des Rheinlandes aus dem 12. Jahrhundert. In der Apsis sind Mauersteine mit römischen (nicht keltischen, wie im Bildband, den es an der Pforte gibt, beschrieben) Schriftzeichen verbaut. Man erkennt die lateinischen Inschriften, die auf ein Matronenheiligtum deuten.
1888 wurden die Klostergebäude von der Kölner Genossenschaft der Cellitinnen nach der Regel des hl. Augustinus übernommen, die hier die Krankenanstalten Marienborn einrichteten, eine Pflegeanstalt zur psychiatrischen Versorgung von schwer psychisch kranken Frauen. Seit 1985 ist diese als Fachklinik für Psychiatrie und Psychotherapie in die regionale Vorsorge des Kreises Euskirchen mit eingebunden.

## Klostergeschichte
Der Kölner Erzbischof Philipp von Heinsberg übertrug den in Sankt Thomas (Eifel) beheimateten Zisterzienserinnen im Jahre 1188 die Marienkirche in Zülpich-Hoven, die Mittelpunkt einer neuen Niederlassung ihres Ordens werden sollte. Zwischen dem Mutterhaus und der neuen Klostergründung wurden die Besitzungen des Ordens geteilt. Einzelheiten dieser Teilung sind in den Kölner Schreinsurkunden festgehalten. Das neue Kloster erhielt demnach die im Erzbistum Köln befindlichen Liegenschaften, dem Mutterhaus verblieben die im Erzbistum Trier liegenden.
Das Patronat der Hovener Marienkirche lag von Alters her in den Händen der Zülpicher Priesterbruderschaft vom Heiligen Geist, der auch Dietrich I. von Hengebach und der Kölner Erzbischof selbst angehörten. Zugunsten des neuen Klosters verzichtete 1190 die Bruderschaft auf dieses Privileg und übertrug dem Kloster zahlreiche ihrer Besitzungen, darunter ein Gut in Kessenich (Euskirchen) und die Nonnenmühle in Linzenich. So ausgestattete erlangte die Klosterniederlassung 1191 die Bestätigung durch Papst Coelestin III. Weitere Besitztümer kamen von Lothar von Hochstaden, dem Vater des späteren Kölner Erzbischofs Konrad von Hochstaden, hinzu.
Von Kloster Marienborn aus wurden zwei weitere Ordensfilialen gegründet. 1197 das Kloster Walberberg bei Bornheim im Rheinland und 1218 das Kloster Fröndenberg im westfälischen Unna.
Als besonderes Ereignis der Klostergeschichte wird die Anwesenheit des Steinfelder Kanonikers und späteren Heiligen Hermann Joseph von Steinfeld herausgestellt, der im Frühjahr 1246 von seinem Abt als Fastenprediger auf Wunsch des Marienborner Konvents nach Hoven gesandt worden war. Der schon zu Lebzeiten hochverehrte Prämonstratenser verstarb aber kurz nach seiner Ankunft in Hoven am 7. April 1246 und wurde im Kloster Marienborn bestattet. Darüber kam es zum Streit mit dem Kloster Steinfeld. Erst nach Vermittlung des Kölner Erzbischofes waren die Hovener Ordensfrauen, bereit, einer Überführung des Leichnams nach Steinfeld zuzustimmen. Aus dieser Zeit stammen die staufischen Schmuckelemente der Apsis, wie den typischen Säulen, Pilastern und Kapitellen.
Im Jahre 1466 wurde die Klostergebäude durch einen Brand stark beschädigt. Spätere Kriegsunruhen führten zu weiteren erheblichen Einnahmeverlusten, so dass der Konvent sich nicht mehr selbst unterhalten konnte. Um die wirtschaftliche Lage zu verbessern wurde 1525 die im Klosterbezirk stehende Marienkirche, die bis dahin unabhängige Pfarrkirche war, dem Kloster inkorporiert (einverleibt). Damit wurde der Konvent Nutznießer der reichen Pfründe der Marienkirche, zu der das Haus Spitz in Zülpich und einige Häuser in Klosternähe, sowie der bei Hoven liegende Weiler Floren und die Dörfer Schwerfen und Oberelvenich gehörten. Die Klosterkirche wurde mit einer Nonnenempore ausgestattet, und ein Kreuzgang wurde angebaut.
Im Dreißigjährigen Krieg wurde es 1642 ebenso wie die Stadt Zülpich und die Hovener Pfarrkirche St. Margaretha durch hessische Söldner geplündert und eingeäschert. Die Ordensschwestern verlegten ihren Wohnsitz nach Köln.
Nach einem weiteren schweren Brand, wurde 1722 unter der Äbtissin Leonora von Bönninghausen zu Waldeck mit dem Wiederaufbau der Klosteranlage begonnen. Dieser wurde 1777 vollendet.
Seit dem 13. Jahrhundert stand das Kloster unter der Aufsicht des Abtes von Heisterbach, später des Abtes von Altenberg. Seine vorrangige Aufgabe – die Aufnahme und Erziehung der unverheirateten Töchter des rheinischen Adels – brachte eine zunehmende Verweltlichung des Klosterlebens mit sich. In den Visitatonsberichten des 17./18. Jahrhunderts wurde mehrfach die Klosterzucht bemängelt und strenge Maßnahmen zu deren Förderung angeordnet. Abt Henning von Altenberg gab den Nonnen 1710 eine charta mit Verhaltensregeln, die diese aber nicht befolgten. 1765 berichtete Abt Hoerdt dem Generalkapitel des Ordens: „Sie sind und bleiben dem Orden undankbar und kaum in Zucht zu halten.“ 1793 wurde die Äbtissin Gertrudis von Brackel wegen Verfehlungen gegen die Klosterzucht für 12 Jahre von ihrem Amt suspendiert.
Im Zuge der französischen Besetzung der Rheinlande unterlag das Kloster 1802 der Säkularisation und man verkaufte es an einen Bonner Geschäftsmann für 28.000 Franken. Die Kirche wurde ebenfalls profaniert und als Scheune genutzt.

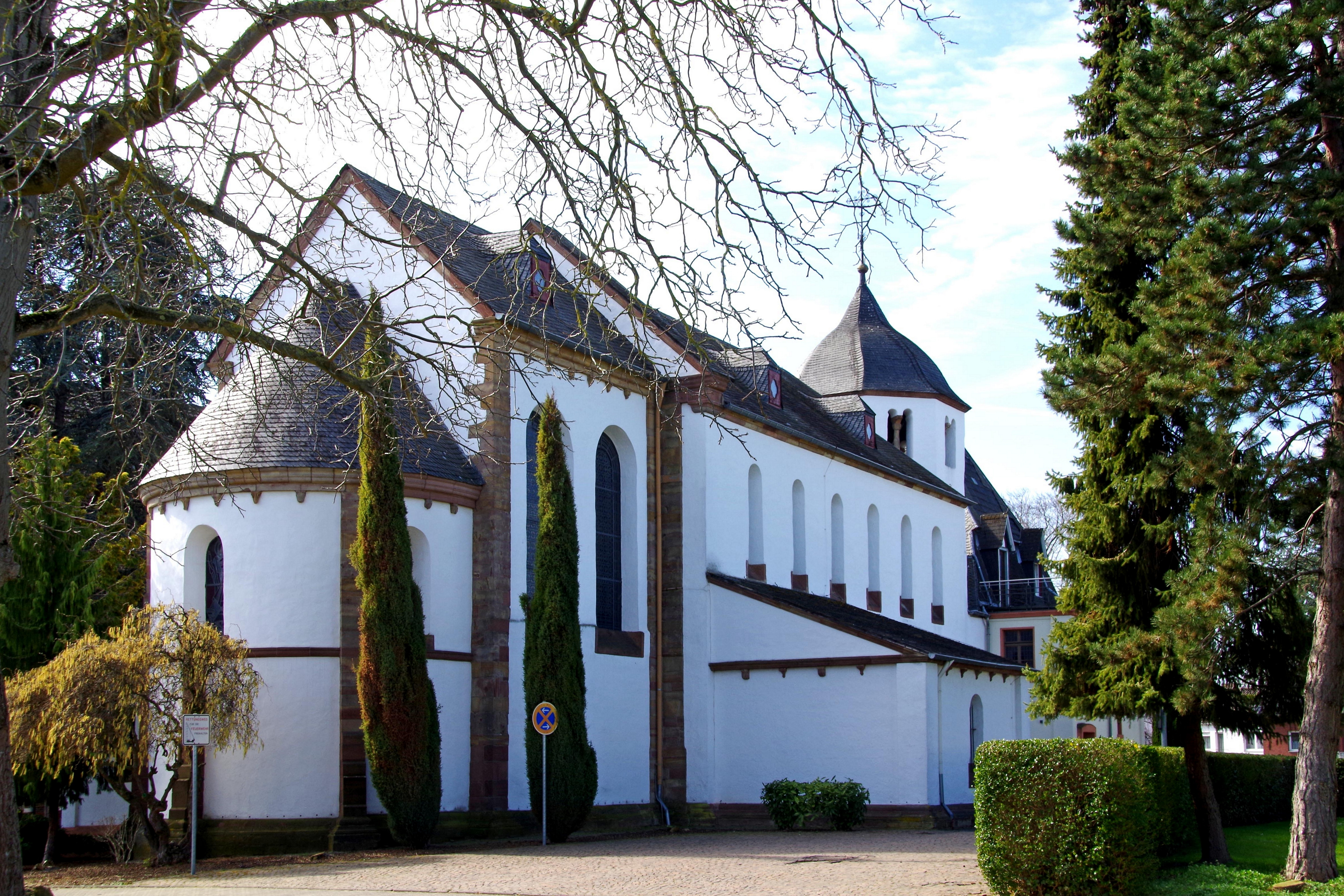
1525 wurde die Marienkirche in Zülpich-Hoven zur Klosterkirche der Marienborner Zisterzienserinnen. Hier die heutige Klosterkirche von Nordosten.
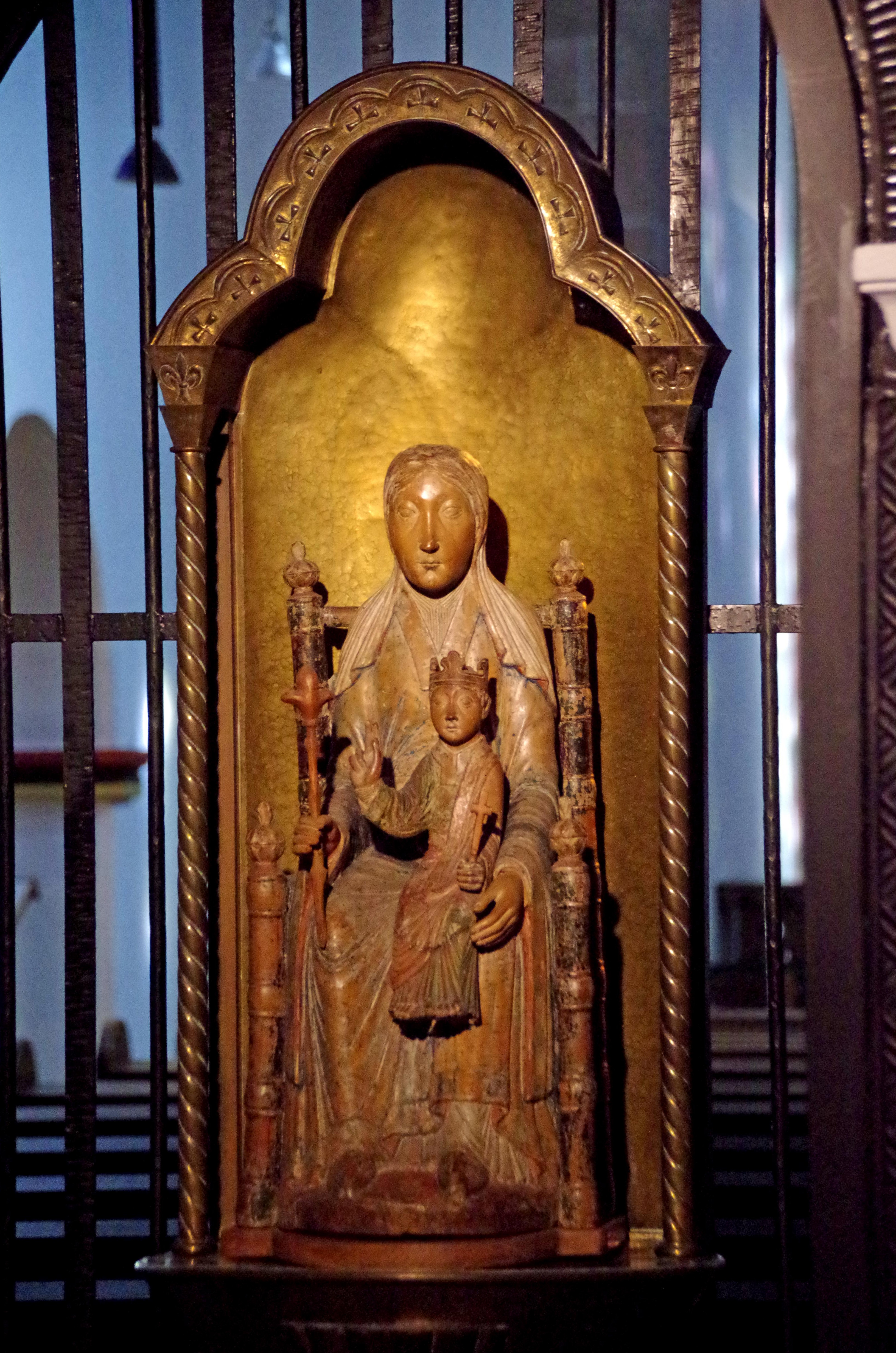
Die „Hovener Madonna“ aus dem 12. Jahrhundert in der Klosterkirche Marienborn zählt zu den bedeutendsten Kulturschätzen des Rheinlandes
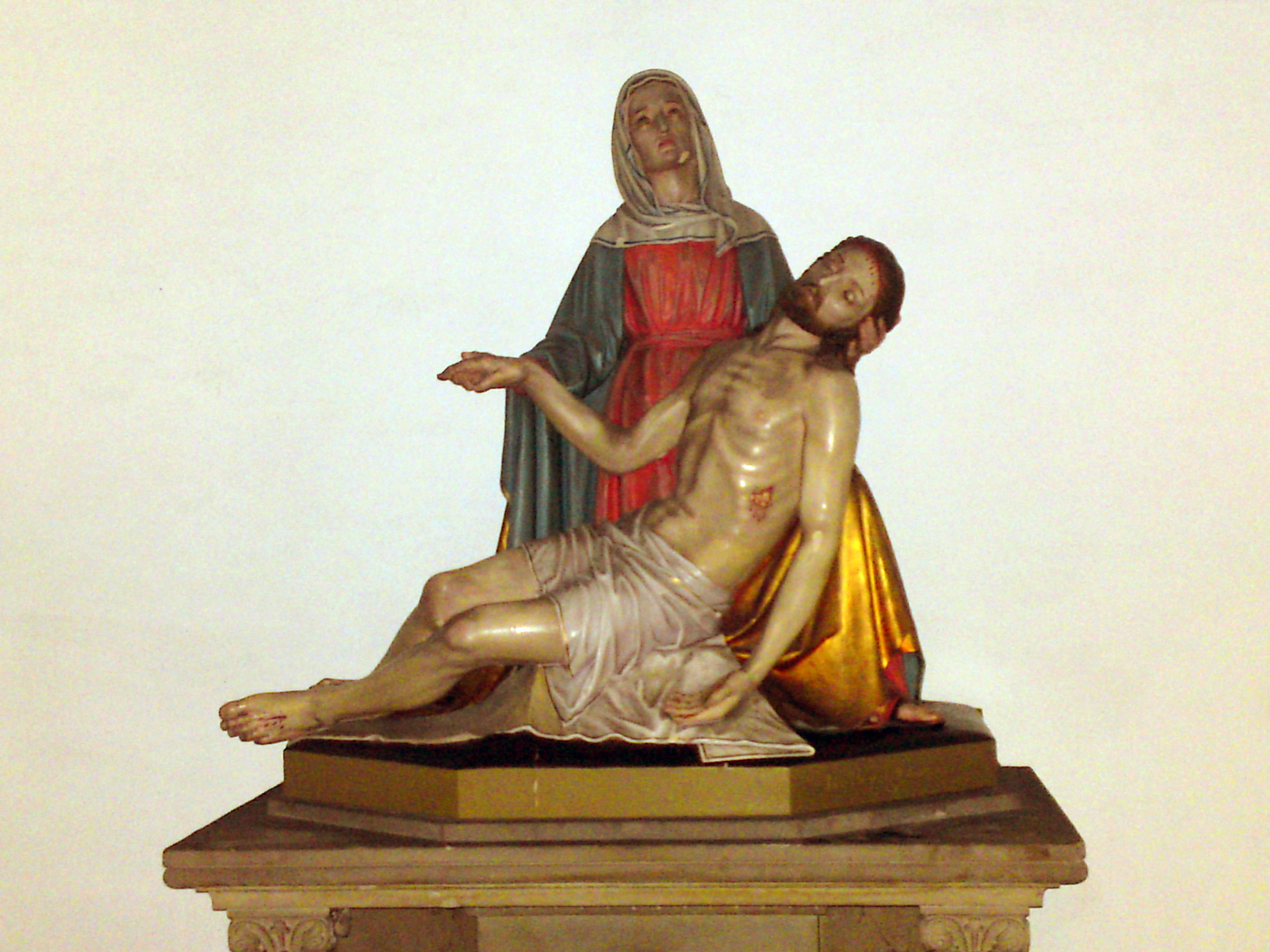
„Pietà“ aus dem 16. Jahrhundert in der Klosterkirche Marienborn
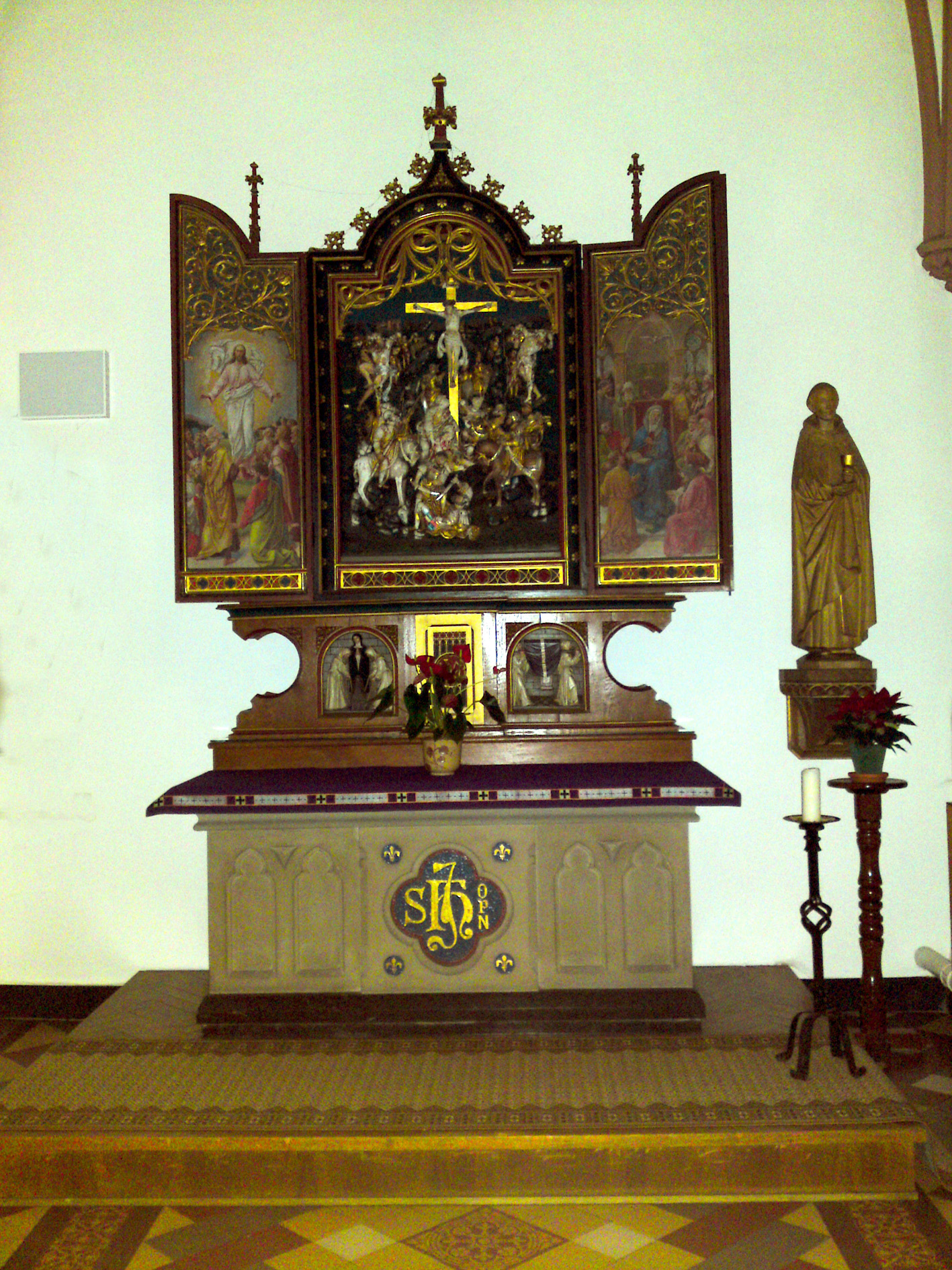
Triptychon mit holzgeschnitzter Kreuzigungsgruppe in der Klosterkirche Marienborn

## Krankenanstalten Marienborn
1888 erwarb die aufstrebende Kölner Ordensgemeinschaft der Cellitinnen nach der Regel des hl. Augustinus den verwahrlosten Klosterkomplex für 48.000 DM, um hier eine private Heil – und Pflegeanstalt für unheilbar geisteskranke katholische Frauen einzurichten. Zu diesem Zwecke wurden die Klosteranlagen instand gesetzt und umgebaut.
Von der historischen Bausubstanz waren die Kirche mit dem Nordflügel des Kreuzganges, die Sakristei und die Hermann-Josef-Kapelle erhalten geblieben, sowie größere Teile der ehemaligen Klausur. Die Klosterkirche wurde von Kölner Architekten Theodor Kremer restauriert und 1891 als Anstaltskirche neu konsekriert, die Klausurgebäude zur Unterbringung der Kranken eingerichtet.
Bereits im ersten Jahr konnte man in einem Flügel 50 pflegebedürftige Patienten aufnehmen. Anfang 1891 befanden sich bereit 250 pflegebedürftige Frauen in Obhut der neuen Pflegeeinrichtung. Mit der Zunahme der Patientinnen wuchs auch das Pflegepersonal. Im Jahr 1937 wurden von 99 Ordensschwestern 702 Frauen betreut. Die meisten waren Langzeitpatientinnen, die an Epilepsie, geistiger Behinderung oder manischer Depression litten. Sie kamen auf private Initiative in die Einrichtung und zahlten einen monatlichen Pensionspreis oder eine einmalige Abfindung.
Seit 1926 leitete ein Anstaltsarzt die medizinisch-therapeutische Versorgung. 1930 stellte man ihm eine Assistenzärztin zur Seite. Die Ärzte schulten das Pflegepersonal in Hinblick auf die besonderen Belange geisteskranker Patienten und achteten auf die fachgerechte Pflege. Dabei wurde das in den 1920er Jahren übliche Prinzip der Bettbehandlung bei unruhigen Patientinnen abgelöst und durch eine aktivierende Krankenbehandlung ersetzt, bei der die Patientinnen von den Ärzten entsprechend ihrem Behinderungsgrad für verschiedene Arbeiten in der Haus- und Landwirtschaft eingesetzt. Eine medikamentöse Behandlung war selten.
Die von den Cellitinnen geführte Einrichtung stand im Kreis Euskirchen in einem guten Ruf, der durch regelmäßige Visitationen durch die Provinzialverwaltung der Rheinprovinz bestätigt wurde.
Besonders betroffen war die Hovener Krankenanstalt in der Zeit des Nationalsozialismus von der NS-Gesetzgebung zur Rassenhygiene und deren Vollzug.
Ab 1933 besichtigte die Reicharbeitsgemeinschaft Heil- und Pflegeanstalten die Einrichtung und nach 1940 wurden diese Visitationen von der Gestapo durchgeführt. Der leitende Anstaltsarzt hatte Meldebögen über nicht mehr arbeitsfähige Patienten zu erstellen, die aus der Hovener Anstalt angeblich in andere Einrichtungen "verlegt" werden sollten. Später suchte die Gestapo selbst diese Opfer aus.
Der Abtransport erfolgte dann ab Februar 1941 durch das NS-Unternehmen Gekrat im Rahmen der Aktion T4. Die benannten Patienten wurden teilweise mit Zwischenunterbringungen in die NS-Tötungsanstalt Hadamar gebracht, wo sie durch Vergasen, Giftspritzen oder Überdosierung von Medikamenten getötet wurden. Teilweise begleiteten die Ordensschwestern die Transporte bis in das Zwischenlager Andernach. Auch wurden Heimbewohner vorzeitig entlassen, um sie vor dem Abtransport zu schützen.
Von Februar 1941 bis Januar 1943 wurden auf diesem Wege in acht Transporten insgesamt 490 Patientinnen der Hovener Krankenanstalt abtransportiert und ermordet.
Die freigewordenen Räume belegten die Köln-Riehler Anstalten, ein Kölner Altenheim mit pflegebedürftigen älteren Frauen. In den letzten Kriegsjahren mussten auch diese Patienten aus den Räumen weichen, weil diese als Lazarett oder Säuglingsstation gebraucht wurden. Nach der Bombardierung des Zülpicher Krankenhauses wurden hier auch ortsansässige Kranke und Verletzte medizinisch versorgt.
Am 3. März 1945 besetzten die Amerikaner Kloster Marienborn.